# Lurais
Lurais ist eine westfranzösische Gemeinde mit 227 Einwohnern (Stand: 1. Januar 2022) im Département Indre in der Region Centre-Val de Loire. Die Gemeinde gehört zum Arrondissement Le Blanc und zum Kanton Le Blanc. Die Einwohner werden Luraisiens genannt.

## Lage
Lurais liegt etwa 45 Kilometer ostnordöstlich von Poitiers an der Creuse. Umgeben wird Lurais von den Nachbargemeinden Néons-sur-Creuse im Norden und Nordwesten, Tournon-Saint-Martin im Norden und Nordwesten, Preuilly-la-Ville im Osten, Fontgombault im Süden und Südosten, Mérigny im Süden, Saint-Pierre-de-Maillé im Westen und Südwesten sowie Angles-sur-l’Anglin im Westen.

## Bevölkerungsentwicklung
| Jahr                       | 1962 | 1968 | 1975 | 1982 | 1990 | 1999 | 2006 | 2018 |
| Einwohner                  | 320  | 303  | 267  | 250  | 241  | 237  | 243  | 241  |
| Quellen: Cassini und INSEE |      |      |      |      |      |      |      |      |

## Sehenswürdigkeiten

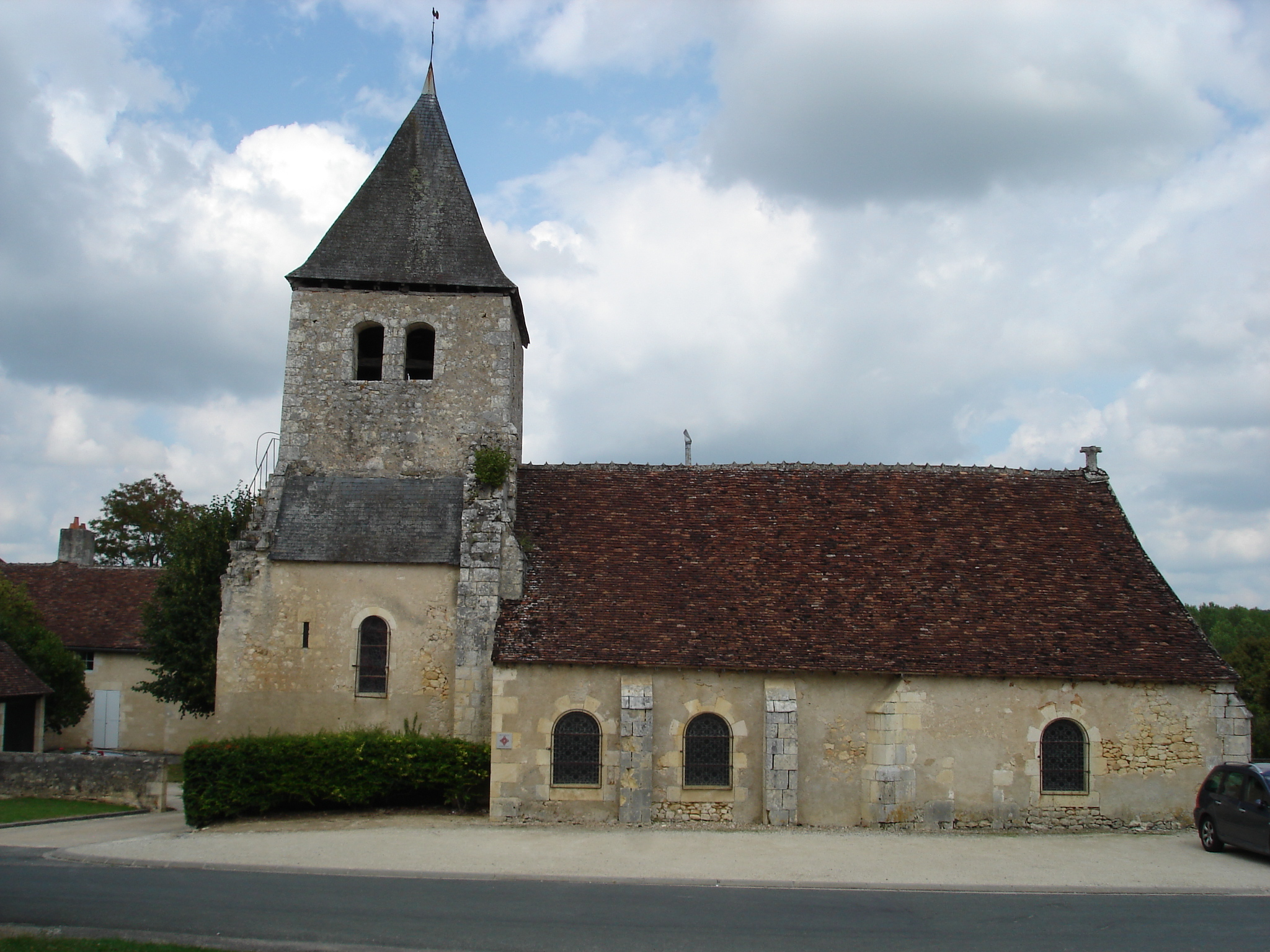
Kirche Saint-Jean
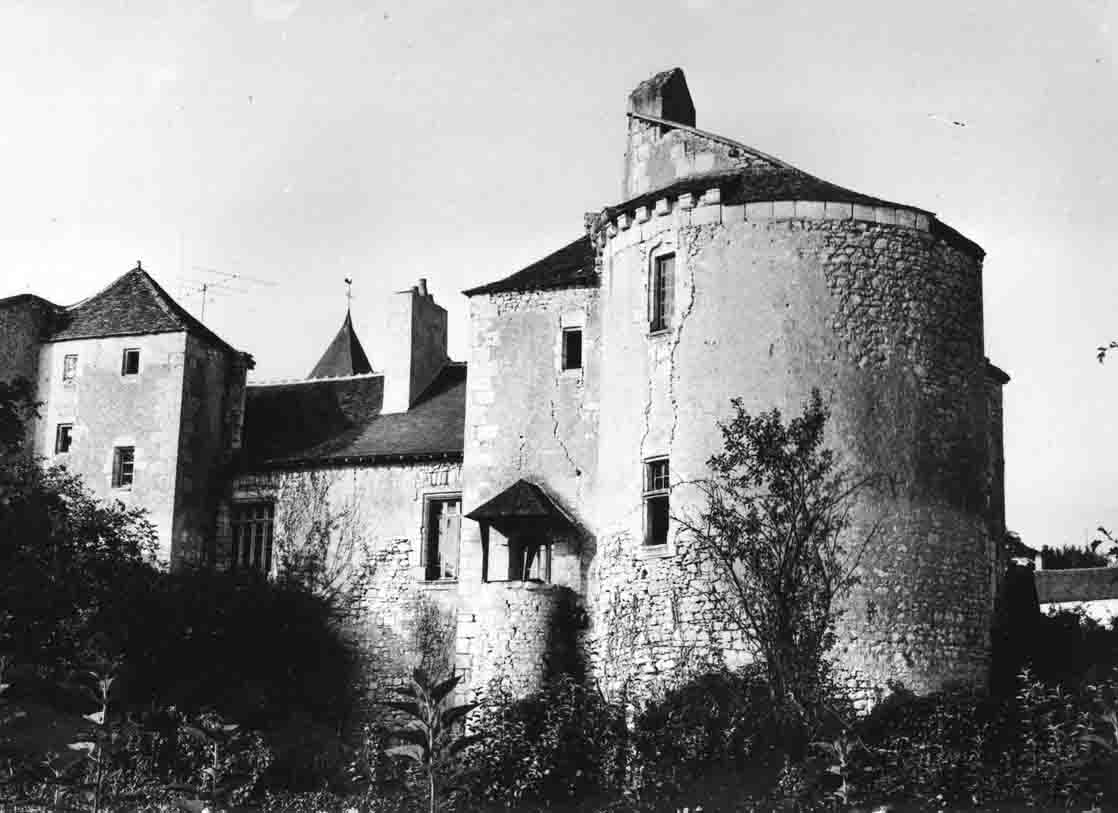
Priorei
- Schloss Montenault
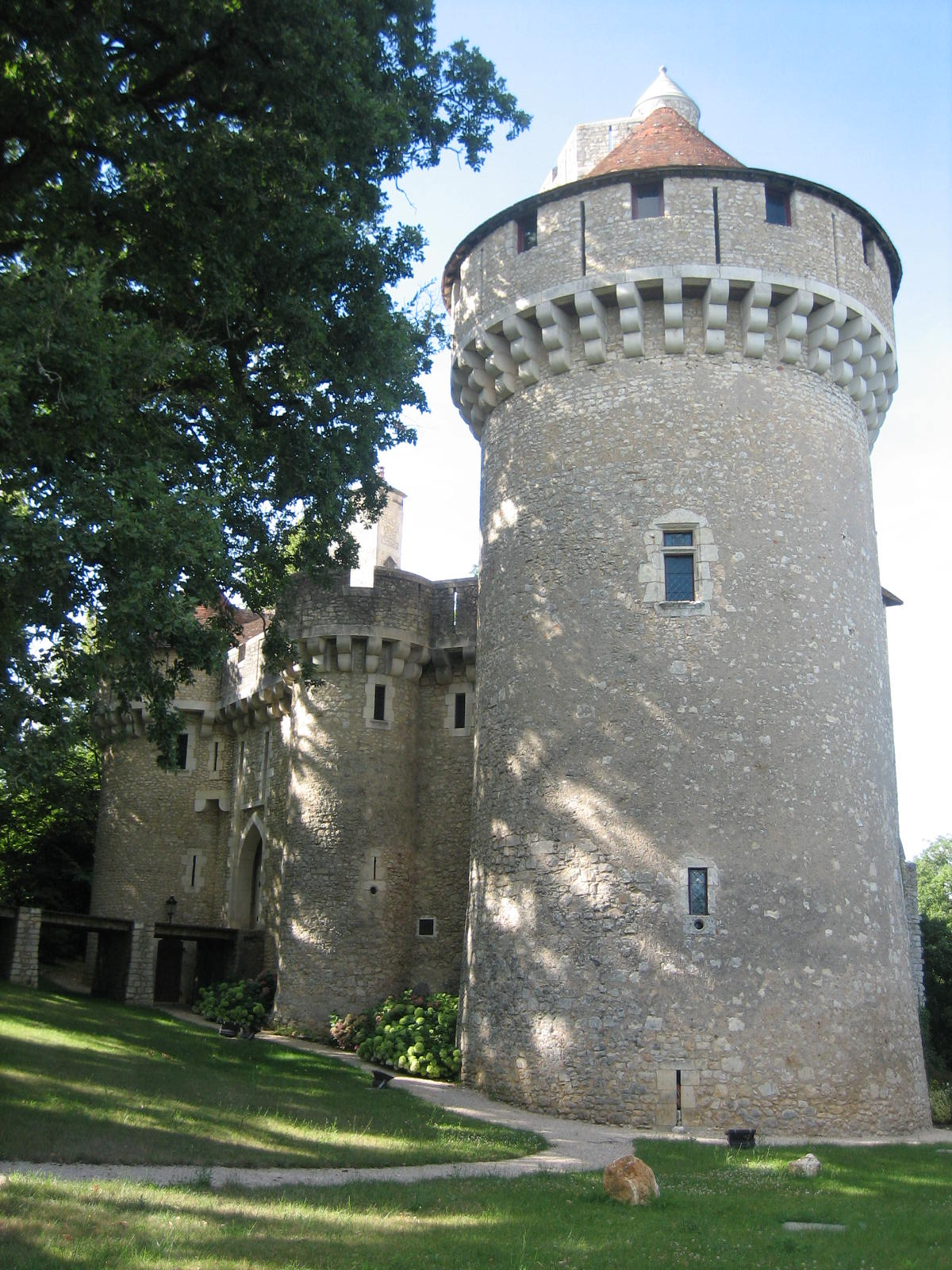
Schloss Le Soudun

- Kirche Saint-Jean
- Priorei
- Schloss Le Soudun